# Alfred Hadek
Alfred Hadek (10. ledna 1898 Litobratřice – 16. října 1975 Pentenried) byl československý politik a poslanec Národního shromáždění republiky Československé za Komunistickou stranu Československa.

## Biografie
Podle údajů k roku 1930 byl profesí kovodělníkem v Šumburku nad Desnou.
V parlamentních volbách v roce 1929 získal poslanecké křeslo v Národním shromáždění. V listopadu 1931 se účastnil Frývaldovské stávky, kdy měl údajně povzbuzovat dělníky pochodující do Frývaldova k tomu, aby napadli četnictvo, které jim v Dolní Lipové zahradilo cestu. K napadení četníků stávkujícími skutečně došlo (pomocí holí a kamení) a incident skončil střelbou, při které zemřelo šest dělníků na místě a další dva později v nemocnici. Dalších několik dělníků bylo těžce zraněno. Dne 4. června 1933 se Hadek společně se senátorem Josefem Pilzem ve Mšeně nad Nisou účastnil nepovolené demonstrace v rámci tzv. komunistického dne mládeže. Nešlo jen o jejich účast, byli podezřelí, že tuto demonstraci přímo vyprovokovali. Shromážděné demonstranty rozehnalo četnictvo. Senát Národního shromáždění následně vydal Josefa Pilze k trestnímu stíhání. Zda byl nějak vyšetřován či postihován i Hadek, není zřejmé. Nicméně aktivní účast komunistických poslanců či senátorů na podobných akcích bývala tehdy poměrně běžná, stejně jako jejich následné vyšetřování a stíhání.
Po mnichovském záboru Sudet emigroval do Velké Británie. Zde byl členem skupiny okolo Gustava Beuera. Zhruba od roku 1943 byl členem sdružení Sudetendeutscher Ausschuss-Vetretung der demokratischen Deutschen aus der CSR. V roce 1945 se vrátil do Československa, roku 1947 se vystěhoval do Západního Německa. V Bavorsku byl funkcionářem Komunistické strany Německa a členem jejího zemského vedení.